# 凡塞角
凡塞角（英語：Vanssay Point）是南極洲的海岬，位於葛拉漢地的布斯島，處於夏科港西部，由法國的探險隊發現，該海岬現時由南極條約體系管理。